# Gangalando Bertucci di Guiglia
Gangalando Bertucci di Guiglia (... – 1327) è stato un militare italiano.
Fuggito da Bologna di cui era originario perché ghibellino, e stabilitosi a Guiglia raccolse e armò a sue spese un migliaio di cavalieri. Nella Battaglia di Zappolino, vinto lo scontro con la cavalleria Bolognese, i suoi uomini, anziché proseguire per entrare in Bologna malgrado i suoi ordini "si diedero a gozzovigliare". Nel 1327 venne catturato da alcuni bolognesi ed impiccato.